# 柬埔寨人民党中央委员会主席
柬埔寨人民党中央委员会主席，是柬埔寨人民党中央委员会的中央最高领导人，经柬埔寨人民党中央委员会全国代表大会选举产生。中央委员会选出中央委员会主席、中央政治局、中央书记处、中央国防与治安委员会、中央纪律检查委员会等机构及其负责人。
中央委员会主席是党的最高领导人，领导党的工作，因为中央委员会会议由中央政治局召集，闭会期间由政治局行使其职权。主席是柬埔寨人民党的最高负责人，也是现时柬埔寨王国实际上的最高领导人（柬埔寨首相）。从1951年高棉人民革命党成立至1979年柬埔寨人民革命党重建时期，主席职务曾经改为「中央委员会总书记」。
柬埔寨人民党中央委员会主席兼任，柬埔寨国王作为柬埔寨武装力量和柬埔寨军事的最高统帅。主席一般还会兼任柬埔寨首相或者其他重要职务。柬埔寨人民党中央委员会成立于1955年。它是由党的全国代表大会定期选举产生的。1979年1月5日至8日，随越南军队回到柬埔寨国内的原高棉人民革命党人员（以宾索万为代表）、以及逃至越南的红色高棉人员（以谢辛、韩桑林和洪森为代表）召开会议重组柬埔寨人民革命党，这次会议被称为党的“三大”，出席62人，代表了各地200余名党员。选出宾索万为柬埔寨人民革命党总书记、政府总理。柬埔寨人民革命党不承认1960-1981年的柬埔寨共产党，称这段历史为波尔布特背叛革命篡党夺权时期。

## 历任主要负责人
| No. | 职务                     | 姓名 (生–卒)       | 在职           | 离职           | 图片 |
| --- | ------------------------ | ------------------ | -------------- | -------------- | ---- |
| 1   | 中央委员会总书记         | 宾索万 (1936–2016) | 1979年1月5日   | 1981年12月2日  |      |
| 1   | 中央委员会总书记（代理） | 宾索万 (1936–2016) | 1981年6月27日  | 1981年12月5日  |      |
| 2   | 中央委员会总书记         | 韩桑林 (1934-)     | 1981年12月5日  | 1991年10月17日 |      |
| 3   | 中央委员会主席           | 谢辛 (1932-)       | 1991年10月17日 | 2015年6月8日   |      |
| 4   | 中央委员会主席           | 洪森 (1952-)       | 2015年6月8日   | 现任           |      |